# Schistura poculi
 Schistura poculi és una espècie de peix de la família dels balitòrids i de l'ordre dels cipriniformes.

## Morfologia
Els mascles poden assolir els 5,9 cm de longitud total.

## Distribució geogràfica
Es troba a les conques dels rius Chao Phraya (Tailàndia), Mekong (Laos i Tailàndia), Mae Nam Ping (Tailàndia) i Salween (Tailàndia i Myanmar).